# Miltogramma
Miltogramma is een geslacht van vliegen uit de familie van de dambordvliegen (Sarcophagidae).
De wetenschappelijke naam is voor het eerst geldig gepubliceerd in 1861 door Johann Wilhelm Meigen.
Miltogramma is een soortenrijk geslacht dat vooral in de Oude Wereld voorkomt, maar ook in Australië. 
Miltogramma en andere soorten uit de onderfamilie Miltogramminae zijn kleptoparasieten van solitaire bijen en wespen, die nesten in de bodem graven met broedcellen voorzien van buitgemaakte prooien als voedselvoorraad voor hun nageslacht. De vliegen leggen levende larven; dat kan rechtstreeks op een bij of wesp zijn, of op een prooi terwijl die naar het nest wordt gesleept. Op die manier raken hun larven in een nest.

## Soorten
- M. aurifrons Dufour, 1850
- M. brevipila Villeneuve, 1911
- M. contarinii Rondani, 1859
- M. germari Meigen, 1824
- M. grossa Rohdendorf, 1930
- M. iberica Villeneuve, 1912
- M. longilobata Rohdendorf, 1930
- M. microchaetosa (Mihalyi, 1979)
- M. moczari (Mihalyi, 1979)
- M. murina Meigen, 1824
- M. occipitalis Pandelle, 1895
- M. oestracea (Fallen, 1820)
- M. punctata Meigen, 1824
- M. ruficornis Meigen, 1824
- M. rutilans Meigen, 1824
- M. taeniata Meigen, 1824
- M. testaceifrons (von Roser, 1840)
- M. ukrainica (Verves, 1978)
- M. villeneuvei Verves, 1982